# Hubert Anson Newton

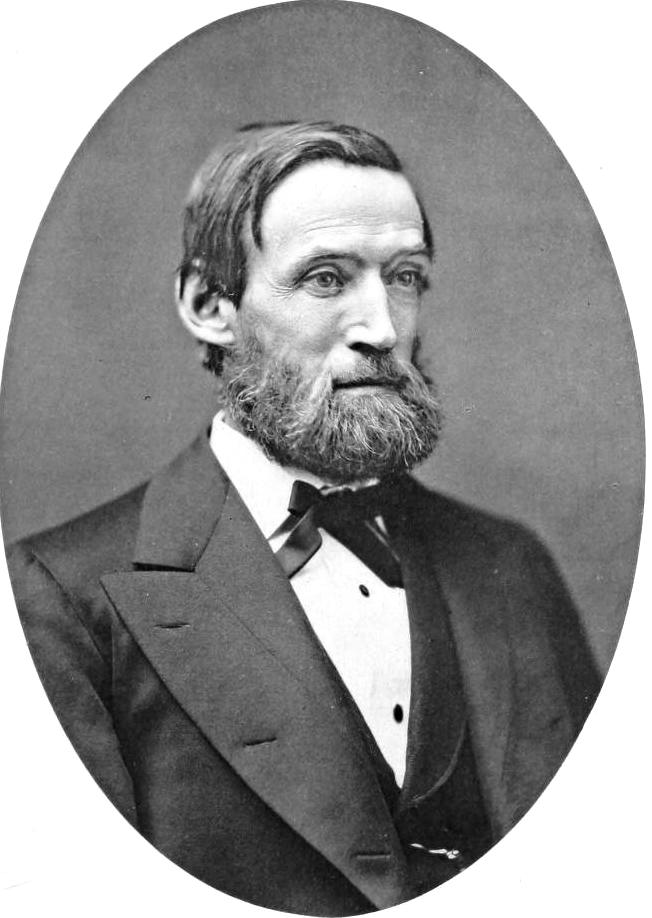
Hubert Anson Newton (ca. 1879)

Hubert Anson Newton (* 19. März 1830 in Sherburne, New York; † 12. August 1896 in New Haven, Connecticut) war ein US-amerikanischer Astronom und Mathematiker. Er galt als führender Experte für Kometen und Meteoriten. Insbesondere erkannte er, dass Meteoritenschauer wie die regelmäßig wiederkehrenden Leoniden und Perseiden dadurch verursacht werden, dass die Erde Kometenbahnen kreuzt.

## Leben und Werk
Newton, der Sohn eines Bauunternehmers, studierte an der Yale University mit dem Abschluss 1850 und war dort ab 1853 Tutor in Mathematik, wobei ihm wegen der Krankheit (Tuberkulose) des Mathematikprofessors Anthony D. Stanley (er war seit 1836 Professor für Mathematik in Yale als Nachfolger von Denison Olmsted, der auf den Astronomie-Lehrstuhl wechselte, und starb 1853) die ganze Lehre in Mathematik zufiel. 1855 wurde er mit nur 25 Jahren Professor für Mathematik in Yale (ohne je promoviert zu haben). Damit verbunden war ein einjähriger Europa-Aufenthalt an der Sorbonne bei Michel Chasles. In der Folge befasste er sich einige Zeit wie Chasles mit Geometrie, worüber er im 1858 bis 1861 bestehenden Mathematical Monthly veröffentlichte. In Europa besuchte er auch England (er traf den Astronomen John Couch Adams in Cambridge) und Italien.
Newton befasste sich vor allem mit Astronomie, besonders den Bahnen von Meteoren in der Atmosphäre und deren Beobachtung und galt darin als internationale Autorität. Das Interesse daran war in Amerika nach den spektakulären (in Europa nicht sichtbaren) Meteorschauern von 1833 erwacht und Edward C. Herrick hatte dazu in Yale Beobachtungsmaterial gesammelt. Newton war im 1861 aufgestellten Komitee der Connecticut Academy of Arts and Sciences zur Kommunikation von Beobachtungen von Meteoriten. Nach Steve Batterson war es ungewöhnlich für einen amerikanischen Mathematikprofessor dieser Zeit sich hauptsächlich der Forschung zuzuwenden, statt sich auf die Lehre und die Veröffentlichung von Lehrbüchern zu beschränken. Sein Lehrer in Astronomie Olmsted hatte die Theorie aufgestellt, dass Meteoritenschauer mit nebelartigen Objekten auf elliptischen Orbits, die die Erdbahn kreuzen, zusammenhängen. Newton, der sich erst nach dem Tod von Olmsted 1859 mit dem Thema befasste, konnte diese Theorie bestätigen und genauer den Zusammenhang mit Kometenbahnen nachweisen.
Insbesondere konnte Newton die Verschiebung der Leoniden im Verlauf der Beobachtungsgeschichte (13. Oktober 902 bis 13. November 1833) erklären und die ursprüngliche Bahn im Sonnensystem rekonstruieren. Er kam zu dem Schluss, dass sie den Bahnen von Kometen ähnelten (fast parabolischer Orbit). Er sagte die Wiederkehr der Leoniden-Schauer 1866 vorher, was besonders bei Astronomen in Europa (wie Giovanni Schiaparelli), wo sie in diesem Jahr sehr aktiv waren, Eindruck machte. Durch Störungsrechnungen konnte John Couch Adams die fünf von Newton angegebenen Werte für die Bahnperiode auf einen (33,25 Jahre) eingrenzen. Newton konnte mehrere Kometen als Kandidaten für die Verursachung der Leoniden ausmachen (darunter chinesische Beobachtungen von 1366, neben dem Kometen 55P/Tempel-Tuttle, der 1866 beobachtet wurde).
Der Zusammenhang von Kometen und Meteorschauern wurde von Newton an den im August auftretenden Perseiden bestätigt: Er konnte einen Zusammenhang mit der Bahn des Kometen 109P/Swift-Tuttle (Komet von 1862) zeigen. Die Theorie wurde durch die Entdeckung von Meteoritenschauern im Rahmen des Kometen Biela, der vor den Augen der Astronomen 1845/46 in zwei Teile zerbrach, 1872 bestätigt.
Er versuchte auch aus der Statistik von Bahnparametern Rückschlüsse auf den Ursprung der Kometen zu ziehen, wobei damals die Theorie von Immanuel Kant (im Sonnensystem entstanden) und  Pierre Simon de Laplace (außerhalb des Sonnensystems entstanden) konkurrierten. Newton neigte der Laplaceschen Theorie zu, konnte aber auch den großen Einfluss der Störungen von Jupiter nachweisen.
1885 wurde er Präsident der American Association for the Advancement of Science und er war Gründungsmitglied der National Academy of Sciences, deren J. Lawrence Smith Medal er 1888 erhielt, und Associate der Royal Astronomical Society und auswärtiges Mitglied der Royal Society of Edinburgh und der Royal Society (1892). 1895 wurde er Vizepräsident der American Mathematical Society. Zudem war er gewähltes Mitglied der American Academy of Arts and Sciences.
Zu seinen Doktoranden gehörte Eliakim Hastings Moore (Promotion in Yale 1885), der auch als Vater der amerikanischen Mathematik bezeichnet wurde. Batterson sieht auch Arthur W. Wright (später Physik-Professor in Yale), der 1861 in Yale über ein Thema der Himmelsmechanik von Meteoriten promoviert wurde (wobei Newton mit hoher Wahrscheinlichkeit die Arbeit betreute), als ersten Ph. D. in Mathematik in den USA, da die Himmelsmechanik damals eigentlich noch zur Mathematik zählte. Auch der berühmte Physiker Josiah Willard Gibbs zählte zu den Schülern von Newton, der ihn zu seinen Kometenberechnungen heranzog (er promovierte aber wahrscheinlich in Ingenieurwissenschaften).

## Schriften
- On shooting stars, Memoirs National Academy of Sciences (USA) 1866
- On the origin of comets, American Journal of Science 1878